# 小行星1218
小行星1218（1218 Aster）是一颗围绕太阳公转的小行星。1932年1月29日，卡爾·威廉·萊茵姆特在海德堡发现了此天体。
該小行星以紫菀命名。
这颗小行星的绝对星等为69.05550等。